# 撓曲
撓曲（とうきょく、flexure）とは、地中のある断層がずれたことで、上にある地層がたわむ現象である。

## 撓曲と断層
一般的な断層では、左右から引っ張られる（正断層）力、もしくは左右から押される（逆断層）力が地表にまで伝わり、上の地層ごと落ちる（上がる）現象のことを指す。撓曲と断層の違いは、力の強さであり、力が弱く地層が柔らかい時、地上部まで引く力が伝わらず、地層がずれた時に上の柔らかい地層が曲がってしまう。ただ、断層が硬い時は落ちた地層とたわんだ地層との間に隙間ができる。
さらに同じ場所でも地点により引っ張られる力が違う場合、強い方が断層、弱い方が撓曲となり、断層部分では丸ごと地層が落ち、撓曲部分では上の地層がたわむという現象も起こる。
また、断層によりできた崖のことを断層崖と呼び、撓曲によってできた崖のことを撓曲崖（とうきょくがい）という。もし上記のように場所により引っ張られる力が違う場合、強い部分は断層崖になり、力が最も弱い場所に近づくにつれ断層崖の部分が狭くなり、その分撓曲崖の部分が増える。

## 地震による撓曲
撓曲は地震でできやすい。特に逆断層付近では撓曲崖が目立つ。地震が起きた時、撓曲崖の部分では大きな被害を及ぼす。また柔らかい地層でできやすいため、家が沈んだり地滑りを起こすことが多い。また、地震による撓曲で、新たな活断層が分かる時もある。日本でも今までそれによりいろいろな撓曲や活断層が発見されてきたが、まだ地震の原因が解明されていない所が多く、見つかっていない撓曲はまだ多くある。
また撓曲は、活断層の有無や次の活動時期を知るのに有効な手がかりとなる。

## 撓曲によりできる地形
撓曲盆地
撓曲によりできた盆地。世界では珍しい。